# カミッロ・ゴルジ
カミッロ・ゴルジ（イタリア語: Camillo Golgi、1843年7月7日 - 1926年1月21日）は、イタリアの内科医、病理学者。

## 生涯
イタリア、ブレシア県のコルテノ・ゴルジにて生まれる。父は内科医で、コルテノ・ゴルジの軍医だった。パヴィア大学にて医学を学び、同大学の実験病理学研究室にて、骨髄の特性を解明したことで知られるジュリオ・ビッツォゼーロの元で研究を行った。1865年卒業。中枢神経系の研究に多くの時間を費やした。19世紀後半、神経組織の研究を行うのに十分な染色技術は無かった。精神病院に勤務している際に、彼は主に銀を使う金属による神経の染色方法の実験を行った。彼は全体のうち、ランダムに一部の細胞のみを染色するという神経組織の染色方法を発見した。これにより初めて脳の中の神経の経路を確認することが出来た。彼はこの染色を「黒い反応」と呼んだが、後に彼の名前を付け、ゴルジ染色と呼ぶようになった。
この染色は硝酸銀を重クロム酸カリウムと反応させることで、クロム酸銀の粒子を神経鞘に固定させる。結果、軸索と、樹状突起と同様に細胞が完全な黒に染色され、黄色の背景と比べ、非常に鮮明でコントラストがよい染色である。神経細胞を視覚化することにより、ニューロン説が受け入れられるようになった（ただし、ゴルジは神経細胞が合胞体であるとする網状説を唱えていた。ニューロン説はゴルジ染色法を改良したことで知られるサンティアゴ・ラモン・イ・カハールによって提唱された）。
この発見に加えて、彼は腱の感覚器を発見した。これも彼の名前を取り、ゴルジ腱器官（ゴルジ腱受容器）と呼ばれている。彼はマラリア原虫を研究し、四日熱マラリアの原虫を発見確定し、四日熱マラリアの発熱の時期が、四日熱マラリア原虫のライフサイクルと関連があることを発見した。彼の染色技術を用い、1898年に、細胞内にある入り組んだ器官を発見した。これも彼の名前を取り、ゴルジ体（ゴルジ装置）と呼ばれている。
サンティアゴ・ラモン・イ・カハールと共に、神経系の構造研究に関して、1906年にノーベル生理学・医学賞を受賞した。
1926年1月にイタリアのパヴィアにて死去。